# Tutejszy
Les Tutejszy (en polonais : tutejszy ; en biélorusse : тутэйшы ; en ukrainien : тутешній ; en lituanien : tuteišiai ; en letton : tuteiši ; en russe : туземный ; terme parfois traduit en français par « Toutéïches » ou « Icittes », soit les « gens d’ici ») étaient des populations slaves rurales d’Europe de l'Est, qui, avant le développement du concept moderne de nation, n’avaient pas d’identité nationale claire. Le terme signifie « d’ici », « local » ou « indigène » ; les « Toutéïches », ne sachant dire à quel peuple précis ils appartenaient, se voyant simplement comme des « gens d'ici ». Cela se produisait principalement dans les régions ethniquement mixtes d'Europe de l'Est, notamment la Polésie, le Podlachie et la Volhynie, en Pologne orientale, en Ukraine septentrionale, en Biélorussie, en Lituanie et Lettonie orientales. Cette manière d'auto-identification a persisté dans la région de Vilnius jusqu’à la fin du XXe siècle : un sondage réalisé en 1989 auprès de personnes dont le passeport mentionnait leur appartenance ethnique comme étant « polonaise » a révélé que 4 % d’entre elles se considéraient comme Tuteišiai, 10 % comme Lituaniennes et 84 % comme Polonaises.

## En Pologne
Le terme tutejszy a été utilisé pour la première fois dans une publication officielle en 1922 dans les résultats préliminaires du recensement polonais de 1921. Une nationalité autochtone (en français : Nationalité indigène ; en polonais : Narodowość tutejsza) a été déclarée par 38 943 personnes, la grande majorité étant orthodoxe (38 135) et venant des zones rurales (36 729). Le recensement a déclaré que cette catégorie était destinée à la « population qui ne pouvait décrire son appartenance ethnique d'aucune autre manière ». Ce recensement n'inclut pas la région de Vilnius.

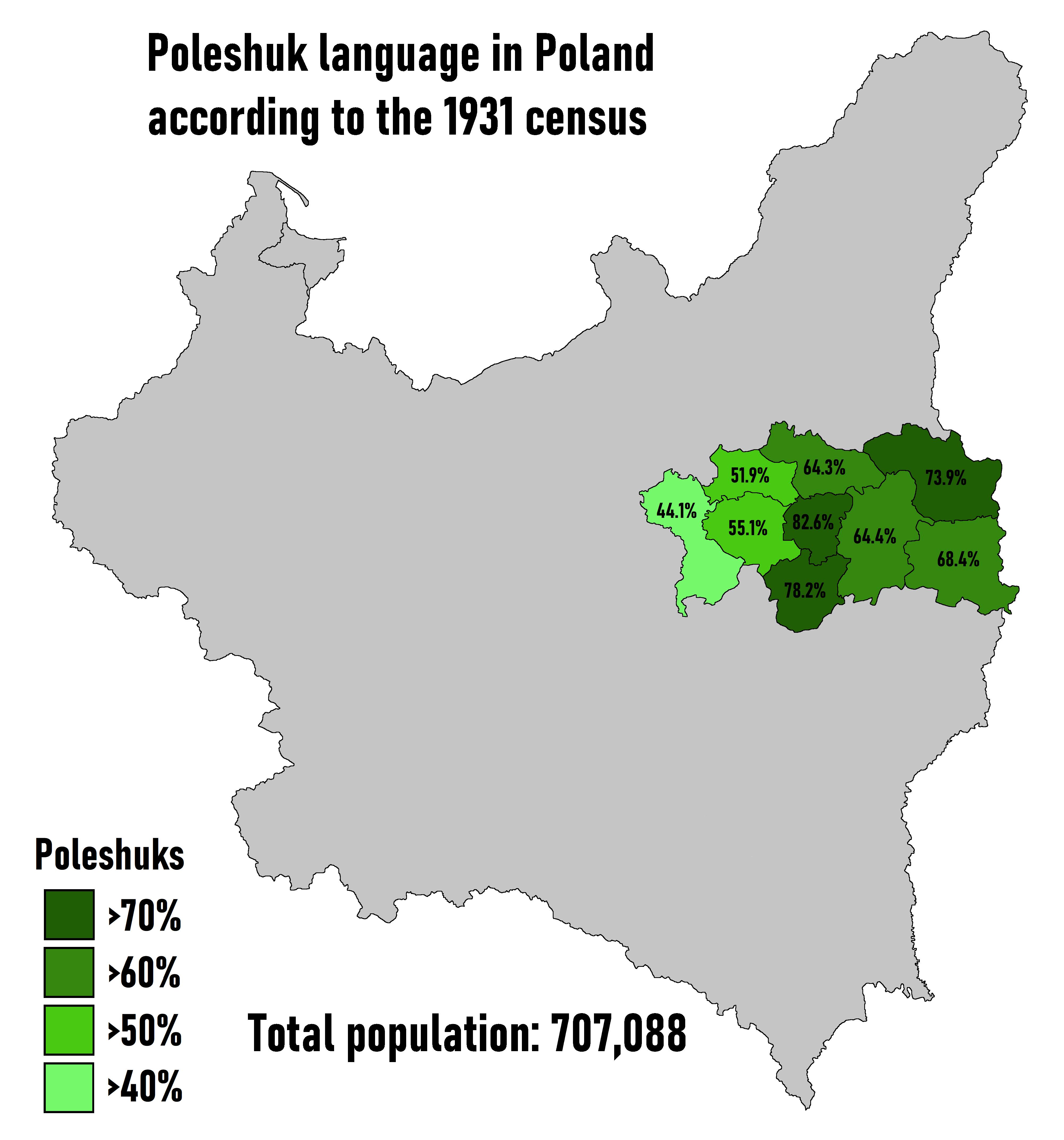
Les Toutéïches polésiens dans le recensement polonais de 1931.

Les opinions sont partagées quant aux raisons, à la signification et aux implications de ce terme. Lors du recensement polonais de 1931, on demandait aux répondants d'indiquer leur langue maternelle. La catégorie « Tutejszy » a été incluse et 707 088 répondants l'ont choisie. Les chercheurs lituaniens affirment qu'en « Lituanie ethnographique », les Tutejszy étaient principalement des Lituaniens slavisés. Björn Wiemer (de) soutient qu'une contribution considérable à la slavisation de la région a été un afflux important de paysans ruthènes (biélorusses) dans la région, en particulier après un dépeuplement considérable dû à la peste.

## En Lettonie
Le rapport du recensement letton de 1930 décrit les tuteiši comme des catholiques de Latgale, qui parlent indifféremment polonais, letton et russe et manquent d'une identité ethnique claire (le recensement letton ne reconnaissait pas à ces personnes une identité ethnique distincte). Le rapport note qu'ils pouvaient facilement changer d'identité sur un coup de tête ou après avoir été persuadés par des organisations nationalistes, produisant des changements radicaux dans la composition ethnique de certaines régions, les changements les plus notables étant une diminution du nombre de Biélorusses en dix ans depuis 1920, de 75 630 à 36 029, et un nombre de Polonais augmentant bien plus que ce que pouvait être expliquer la croissance naturelle et l'immigration, suggérant qu'environ 5 000 Tutejszy avaient choisi de s'identifier comme Polonais. En outre, un nombre indéterminé d’entre eux ont probablement choisi de s’identifier comme Russes ou Lettons.

## Langue
Le langage des Tutejszy a été décrit par Björn Wiemer (de) comme « une langue vernaculaire biélorusse non codifiée et largement non décrite ».
Selon un article du professeur polonais Jan Otrębski (en) publié en 1931, le dialecte polonais de la région de Vilnius et des régions du nord-est en général est une variante très intéressante de la polonité, car ce dialecte s'est développé sur un territoire étranger qui était principalement habité par des Lituaniens « biélorussisés » (principalement) ou polonisés ; Otrębski a été capable de fournir beaucoup d'exemples de lituanismes dans la langue des Tutejszy,.
En 2015, le linguiste polonais Mirosław Jankowiak (pl) atteste que de nombreux habitants de la région de Vilnius qui déclarent être de nationalité polonaise parlent en réalité un dialecte biélorusse qu'ils appellent mowa prosta (« la langue simple (en) »).